# Creu de la Santa Missió de Santa Fe
Creu de la Santa Missió és una creu monumental de Santa Fe, municipi de les Oluges, a la Segarra inclosa en l'Inventari del Patrimoni Arquitectònic de Catalunya.

## Descripció

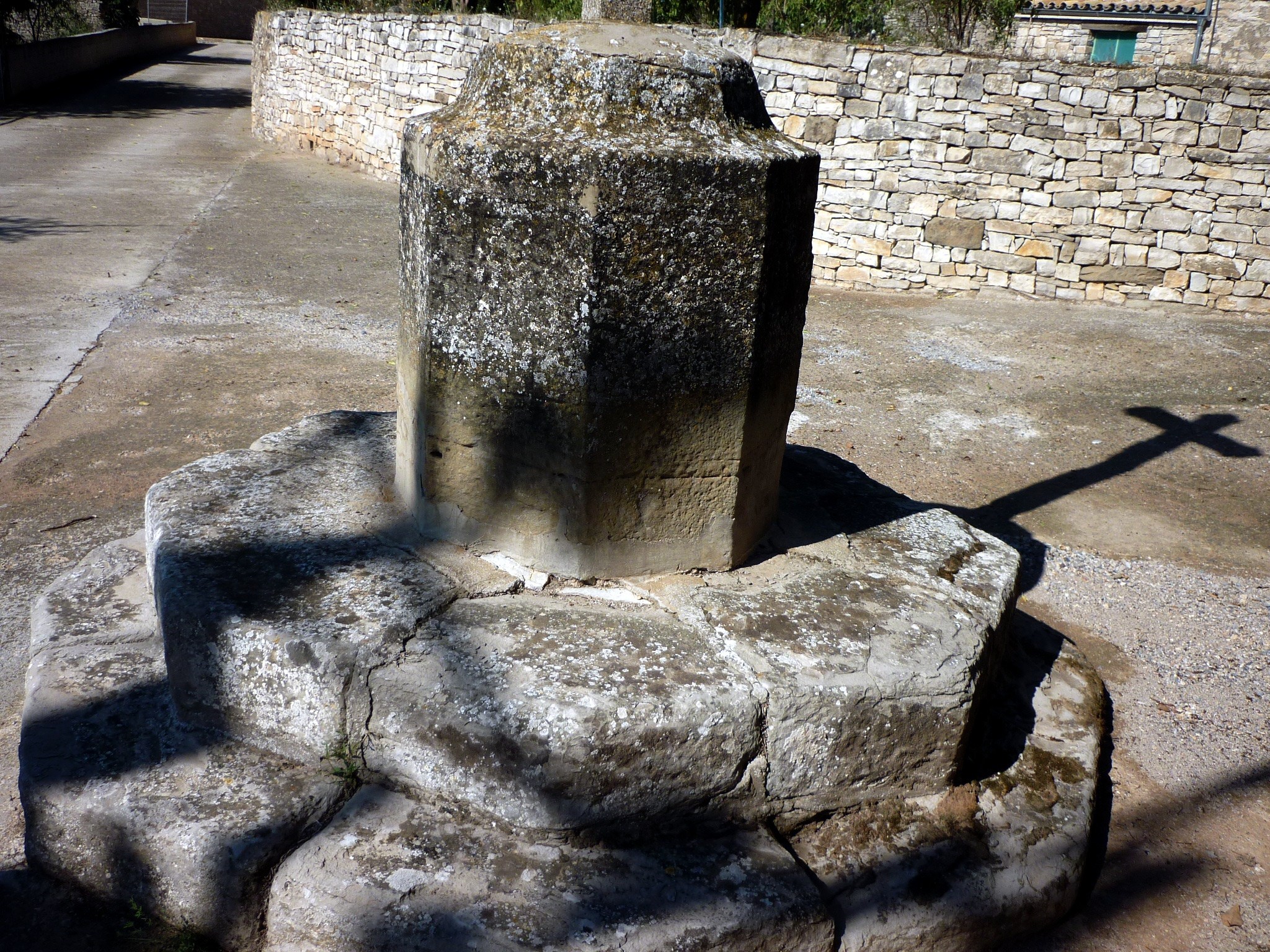
Peana

Creu situada en una cruïlla de camins dins el poble de Santa Fe, en record a la presència de la "Santa Missió". Trobem un pedestal monolític de base octogonal sobre una doble graonada, també de base octogonal, reaprofitats d'una antiga creu de terme d'entre els segles XVII i xviii. Per damunt d'aquesta estructura, es recolza un fust de base rectangular, amb la creu decorada als extrems a la seva part superior, formant una sola peça de formigó.

## Notícies històriques
Aquesta creu es pot situar entre les anomenades "Santes Missions", amb les que es volia reforçar la fe dels habitants de la zona. Es realitzaven diversos actes dirigits per congregacions com la dels missioners del Pare Claret que duraven entre un i tres dies i que incloïen un viacrucis, una missa, una processó i com a recordatori s'aixecava una creu en algun lloc destacat del poble.